# Rheine
Rheine er en by i Tyskland i delstaten Nordrhein-Westfalen med omkring 75.000 indbyggere. Byen er den største by i kreisen Steinfurt og ligger ved floden Ems, cirka 40 km nord for Münster, 45 km vest for Osnabrück og 45 km øst for Enschede (Holland).

## Historie
Selv om området omkring byen har været beboet siden forhistorisk tid blev Rheine først nævnt i et dokument signeret af Ludvig 1. i 838. 15. august 1327 fik Rheine byrettigheder af Ludvig 2., biskop af Münster.
Byen blev grundlagt hvor to gamle handelsveje krydsede forbi, og ved et vadested over Ems. Frankiske soldater sikrede dette strategiske punkt med en kasernegård, og senere blev der bygget en kirke og flere bygninger ved udposten.
Mod slutningen af trediveårskrigen blev byen lagt i grus. Svenske og hessiske tropper belejrede kejserens soldater som forskansede sig i Rheine. 20. og 21. september og 19. oktober 1647 blev brændende kanonkugler affyret mod byen og 365 huse nedbrændte.
Under industrialiseringen blomstrede tekstilindustrien i byen. Den var en vigtig økonomisk faktor for Rheine frem til anden halvdel af 1900-tallet.

## Venskabsbyer
- Borne (Holland) – siden 1983
- Bernburg (Saale) (Sachsen-Anhalt, Tyskland) – siden 1990
- Leiria (Portugal) – siden 1996
- Trakai (Litauen) – siden 1996

## Eksterne links
- Wikimedia Commons har flere filer relateret til Rheine